# Alexander Smith (Mathematiker)
Alexander Smith (* 4. März 1993 in Massachusetts) ist ein US-amerikanischer Mathematiker, der sich mit Zahlentheorie befasst.
2019 erhielt er den ersten David Goss Prize in Zahlentheorie.
Er erhielt den Preis für herausragende Arbeiten zu {\displaystyle 2^{\infty }}-Klassengruppen imaginärquadratischer Zahlkörper (er zeigte deren Verteilung nach der Cohen-Lenstra-Heuristik) und {\displaystyle 2^{\infty }}-Selmer-Gruppen von quadratischen Twists elliptischer Kurven (er zeigte – im Fall voller rationaler 2-Torsion und keinen rationalen zyklischen Untergruppen der Ordnung 4 – dass sie die Delaunay-Heuristik erfüllen und Goldfelds Vermutung). Speziell zeigte er:
Sei E eine elliptische Kurve über den rationalen Zahlen mit voller rationaler 2-Torsion und ohne rationale zyklische Untergruppe der Ordnung 4.  Dann gilt unter Voraussetzung der Vermutung von Birch und Swinnerton-Dyer die Vermutung von Dorian Goldfeld: die Hälfte der quadratischen Twists von E haben analytischen Rang 0, die andere Hälfte Rang 1, während der Anteil mit höherem analytischen Rang asymptotisch (bezüglich der Obergrenze x für die Twists) verschwindet. Als Korollar konnte er zeigen, dass die positiven quadratfreien ganzen Zahlen {\displaystyle n=1,2,3\mod 8} fast alle nicht-kongruent sind.
Außerdem wurde seine Arbeit als Student an der Princeton University über kongruente Zahlen hervorgehoben (Undergraduate Senior Thesis bei Shou-Wu Zhang). Er bewies, dass mindestens 55,9 Prozent aller quadratfreien positiven ganzen Zahlen {\displaystyle n=5,6,7\mod 8} kongruente Zahlen sind. Gleichzeitig zeigte er auch, dass die Vermutung von Birch und Swinnerton-Dyer für mindestens einen gleichen Anteil spezieller elliptischer Kurven gilt, deren Verbindung zum Problem kongruenter Zahlen von Jerrold Tunnell aufgedeckt wurde.
Er ist (2019) Doktorand an der Harvard University.

## Schriften (Auswahl)
- The congruent numbers have positive natural density, 2016, Arxiv
- {\displaystyle 2^{\infty }}- Selmer groups, {\displaystyle 2^{\infty }}- class groups and Goldfeld's conjecture, 2017, Arxiv